# Никитин, Валентин Дмитриевич
Валентин Дмитриевич Никитин (1913–2004) — советский государственный, хозяйственный  и политический деятель.

## Биография
Родился в 1913 году. Член КПСС.
Окончил Томский индустриальный институт.
С 1936 года — на хозяйственной, общественной и политической работе.
В 1936—1984 гг. :
- начальник участка шахты «Зиминка-Капитальная»,
- заведующий шахтой «Капитальная-1» треста «Молотовуголь»,
- арестован, осуждён, амнистирован,
- помощник главного инженера,
- главный инженер треста «Куйбышевуголь»,
- управляющий трестом «Кемеровоуголь», трестом «Прокопьевскуголь»,
- секретарь Кемеровского обкома партии,
- первый заместитель председателя Кемеровского совнархоза,
- председатель Кузбасского совнархоза,
- заместитель, первый заместитель министра угольной промышленности СССР.

Избирался депутатом Верховного Совета РСФСР 6-го созыва.
Умер в Москве в 2004 году.